# Philip Potdevin
Philip Potdevin Segura (Cali, Valle del Cauca, Colombia, 9 de noviembre de 1958) es un escritor de expresión en español. Reside hoy día en Bogotá. En 1994 ganó el Premio Nacional de Novela de Colcultura, hoy día Ministerio de Cultura de Colombia, con la obra Metatrón. Su más reciente novela es Las murallas del mundfo inmenso (2025.

## Notas biográficas y académicas

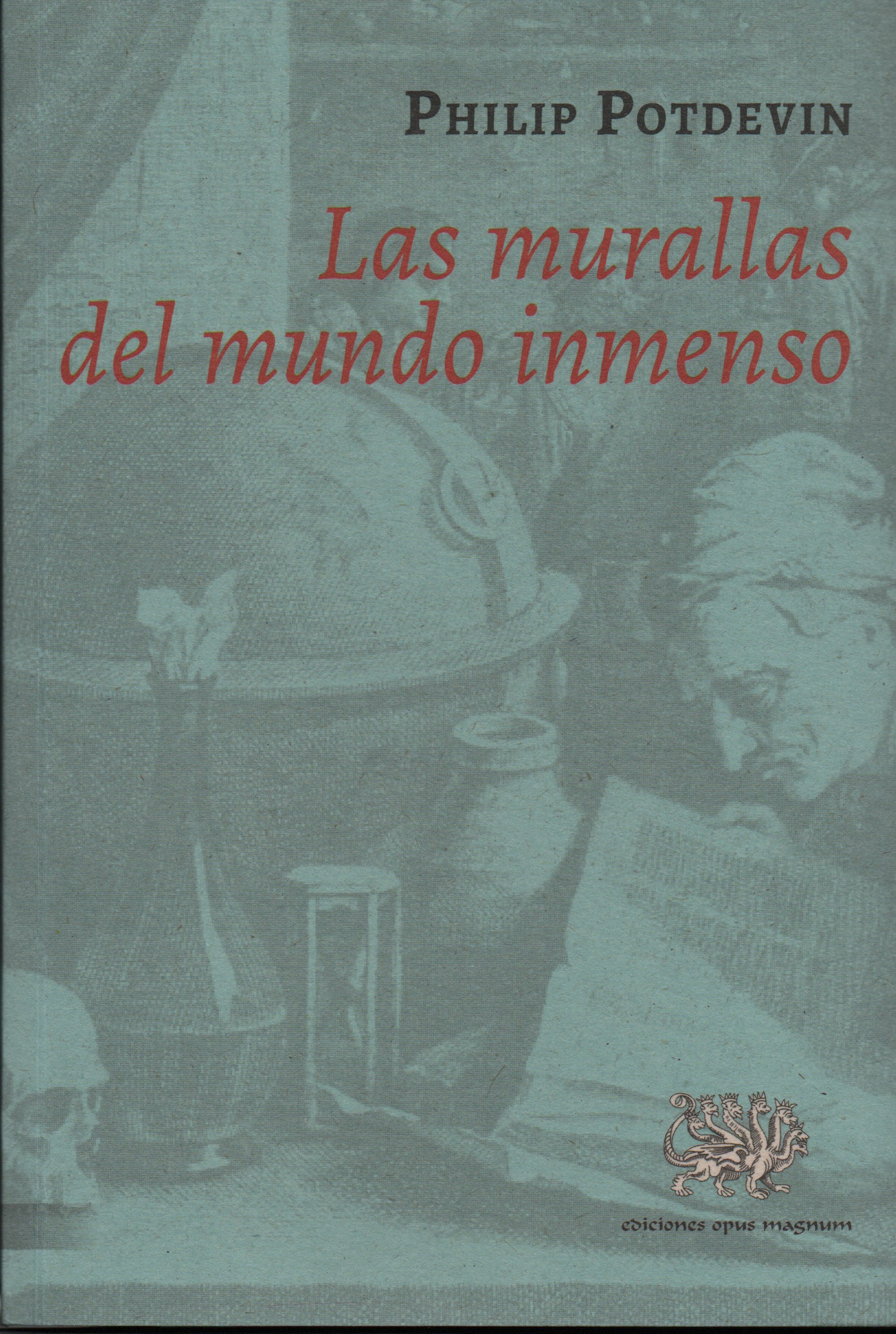
Las murallas del mundo inmenso, Novela publicada en 2025.

## Obra publicada

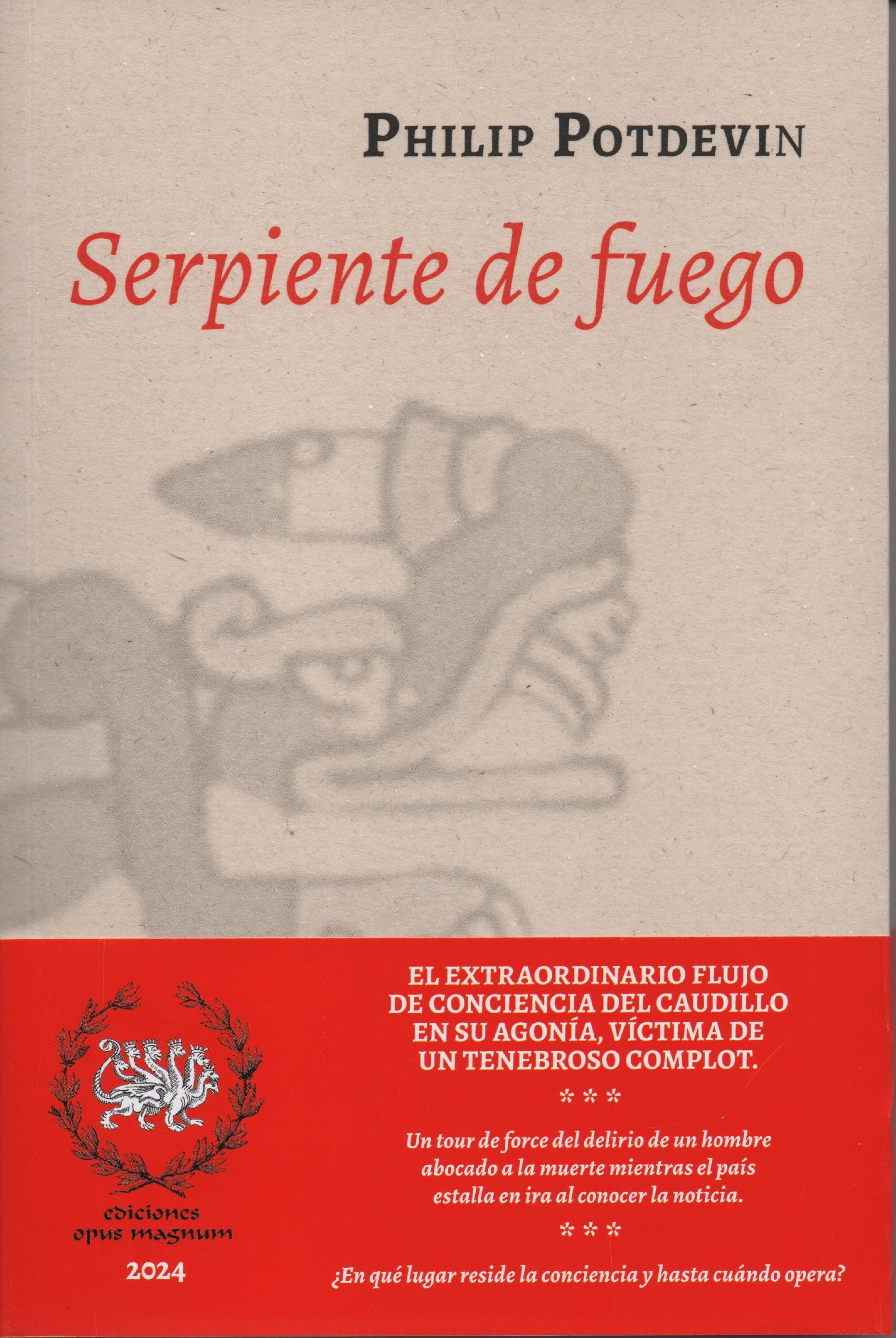
Serpiente de fuego

### Cuento

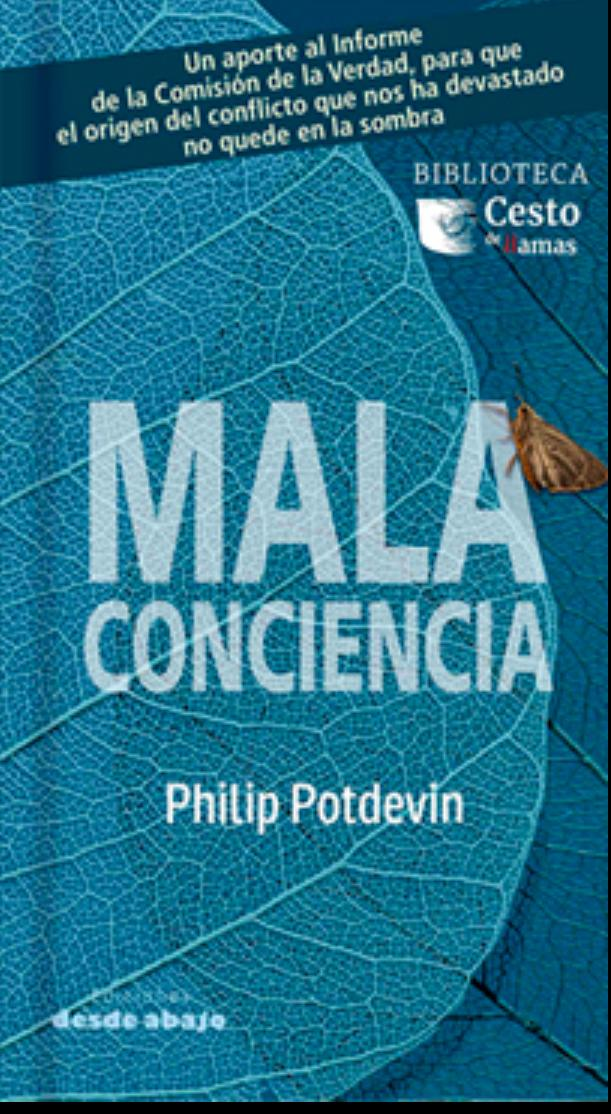
Mala conciencia

### Ensayo

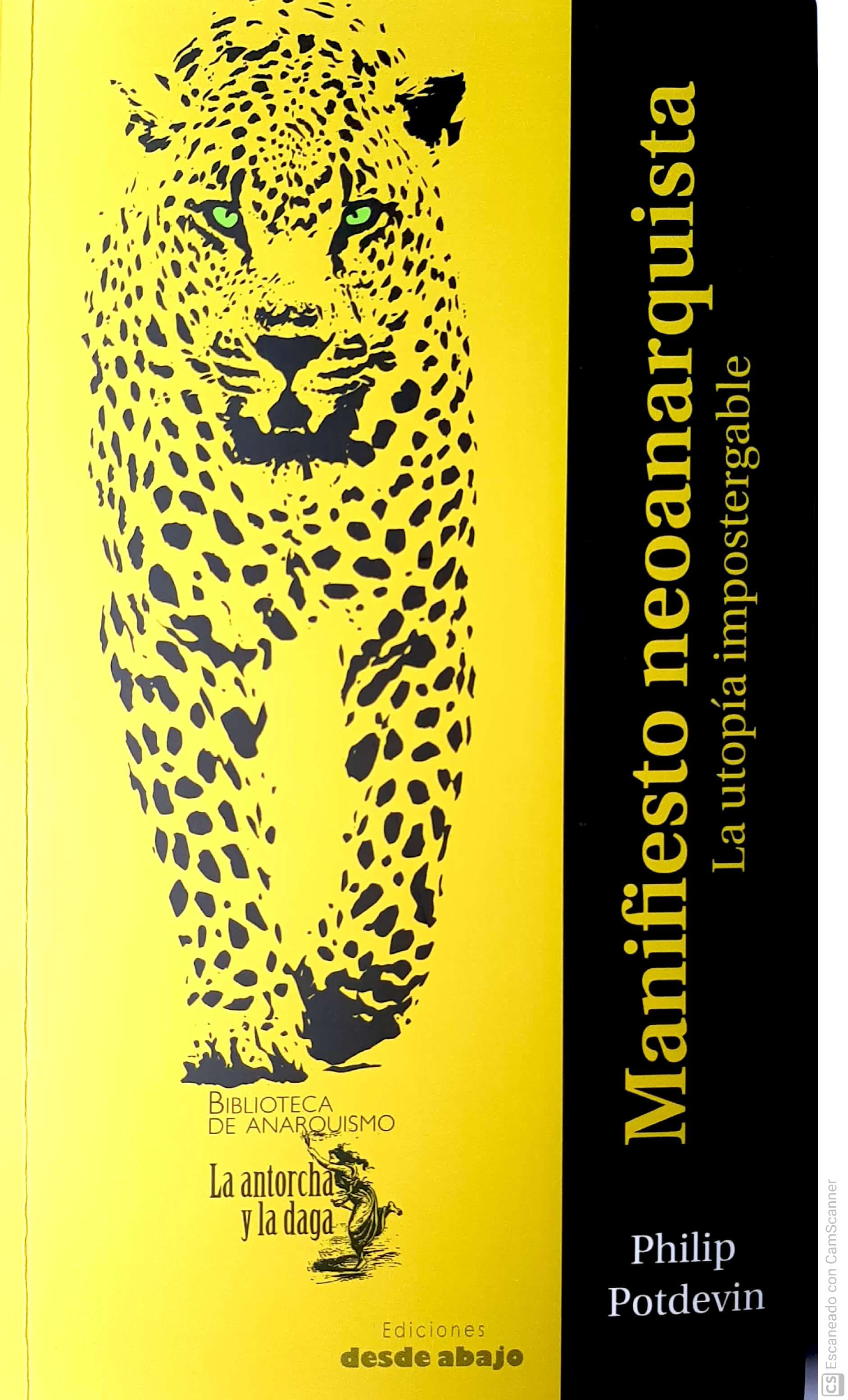
Manifiesto Neoanarquista: la utopía impostergable, ensayo político de Philip Potdevin, Ediciones desde abajo, 2022.